# ۲۳ محرم
۲۳ محرم، بیست و سومین روز از ماه محرم در تقویم هجری قمری است.
در تقویم هجری قمری قراردادی این روز بیست و سومین روز سال است.